# Bogadjim
Bogadjim est un village de la baie de l'Astrolabe, juste au sud de Madang, dans la province de Madang, en Papouasie-Nouvelle-Guinée. Pendant la Seconde Guerre mondiale, les Japonais ont construit une base aérienne à Bogadjim sur les monts Finisterre dans la vallée de Ramu ; le village deviendra une base importante de la guerre.